# Роберт Керл
Роберт Флојд Керл Млађи (енгл. Robert Floyd Curl Jr.; Алис (Тексас), 23. август 1933 — Хјустон, 3. јул 2022) био је амерички хемичар који је био Пицер-Шлумбергер професор природних наука и професор хемије на Универзитету Рајс. Добио је Нобелову награду за хемију 1996. године за откриће наноматеријала бакминстерфулерена, а самим тим и класе материјала фулерена, заједно са Ричардом Смолијем (такође са Универзитета Рајс) и Харолдом Кротом са Универзитета Сасекс.

## Образовање
Рођен у Алису, Тексас, Сједињене Америчке Државе, Керл је био син методистичког свештенослужитеља. Због очевог мисионарског рада, његова породица се неколико пута селила унутар јужног и југозападног Тексаса, а старији Керл је био укључен у покретање Методистичке болнице у Медицинском центру Сан Антонија. Керл приписује своје интересовање за хемију хемијском сету који је добио као деветогодишњак, присећајући се да је уништио завршни слој на порцеланској пећи своје мајке када се азотна киселина прекувала на њој. Дипломирао је у средњој школи Томас Џеферсон у Сан Антонију, Тексас. Његова средња школа је нудила само једну годину наставе хемије, али му је у завршној години професор хемије давао посебне пројекте на којима ће радити.
Керл је стекао диплому основних студија на Институту Рајс (сада Универзитет Рајс) 1954. године. Привукла га је репутација академске заједнице школе и фудбалског тима, као и чињеница да у то време није наплаћивала школарину. Докторирао је хемију на Универзитету Калифорније у Берклију 1957. године. У Берклију је радио у лабораторији Кенета Пицера, тадашњег декана колеџа хемије, са којим ће постати доживотни сарадник. Керлово дипломско истраживање укључивало је извођење инфрацрвене спектроскопије за одређивање геометрије молекула дисилоксана.

## Научна каријера
Керл је био постдокторски сарадник на Универзитету Харвард са Е. Б. Вилсоном, где је користио микроталасну спектроскопију за проучавање конформационог изомеризма. Након тога, придружио се факултету Универзитета Рајс 1958. године. Наследио је опрему и дипломце Џорџа Берда, професора који је прихватио посао у компанији Полароид. Керлово рано истраживање укључивало је микроталасну спектроскопију хлор диоксида. Његов истраживачки програм укључивао је и експеримент и теорију, углавном фокусиран на детекцију и анализу слободних радикала помоћу микроталасне спектроскопије и подесивих ласера. Ова запажања је искористио за развој теорије њихове фине структуре и хиперфине структуре, као и информације о њиховој структури и кинетици њихових реакција.

## Нобелова награда
Керлово истраживање на Рајсу укључивало је области инфрацрвене и микроталасне спектроскопије. Керлово истраживање инспирисало је Ричарда Смолија да дође на Рајс 1976. године са намером да сарађује са Керлом. Године 1985. Керла је контактирао Харолд Крото, који је желео да користи апарат са ласерским зраком који је изградио Смоли за симулацију и проучавање формирања ланаца угљеника у црвеним џиновским звездама. Смоли и Керл су претходно користили овај апарат за проучавање полупроводника као што су силицијум и германијум. У почетку су били невољни да прекину експерименте на овим полупроводничким материјалима како би користили свој апарат за Кротове експерименте на угљенику, али су на крају попустили.
Заиста су пронашли дуге ланце угљеника које су тражили, али су такође пронашли неочекивани производ који је имао 60 атома угљеника. Током 11 дана, тим је проучавао и одредио његову структуру и назвао га бакминстерфулерен након што су приметили његову сличност са геодетским куполама по којима је архитекта Бакминстер Фулер био познат. Ово откриће је засновано искључиво на једном истакнутом врху на масеном спектрографу, што имплицира хемијски инертну супстанцу која је геометријски затворена без висећих веза. Керл је био одговоран за одређивање оптималних услова угљеничне паре у апарату и испитивање спектрографа. Керл је истицао да Џејмс Р. Хит и Шон Ц. О'Брајен заслужују једнако признање у раду као Смоли и Крото. Постојање овог типа молекула раније су теоретизирали други, али Керл и његове колеге у то време нису били свесни тога. Каснији експерименти су потврдили њихову предложену структуру, а тим је прешао на синтезу ендохедралних фулерена који су имали метални атом унутар шупље угљеничне љуске. За фулерене, класу молекула чији је бакминстерфулерен био први откривени члан, сада се сматра да имају потенцијалну примену у наноматеријалима и електроници молекулских размера. Керлов рад из 1985. године под насловом „C60: Buckminsterfullerine", објављен са колегама Х. Кротом, Ј. Р. Хитом, С. Ц. О'Брајеном и Р. Е. Смолијем, награђен је Наградом за хемијски пробој од стране Одељења за историју хемије Америчког хемијског друштва, додељеном Универзитету Рајс 2015. године. Откриће фулерена је признато 2010. године означавањем као Националне историјске хемијске знаменитости од стране Америчког хемијског друштва у Институту Ричард Е. Смоли за науку и технологију на нанонивоу на Универзитету Рајс у Хјустону, Тексас.
Након добијања Нобелове награде 1996. године, Керл је кренуо тишим путем од Смолија, који је постао гласни заговорник нанотехнологије, и Крота, који је користио своју славу да унапреди своје интересовање за научно образовање, рекавши: „Након освајања Нобелове награде, можете или постати научни понтификатор, или можете имати неку идеју за нови научни пројекат и можете користити своју новостечену славу да добијете ресурсе да то урадите. Или можете рећи: 'Па, уживам у ономе што сам радио и желим да наставим то да радим.'" Одан тој скромности, када га је председник Рајса питао шта би желео, након објаве Нобелове награде, затражио је да се ближе његовој канцеларији и лабораторији постави сталак за бицикле.

## Каснија истраживања
Керлова каснија истраживачка интересовања укључивала су физичку хемију, развој инструмената за генотипизацију и секвенцирање ДНК и стварање фотоакустичних сензора за трагове гасова помоћу квантних каскадних ласера. Познат је у животу стамбеног колеџа на Универзитету Рајс по томе што је био први мајстор Ловет колеџа.
Керл се пензионисао 2008. године у 74. години, поставши професор емеритусуниверзитета, Пицер-Шлумбергер професор емеритус природних наука и професор емеритус хемије на Универзитету Рајс.

## Лични живот
Керл се оженио Џонел Випл 1955. године, са којом је имао двоје деце. Бициклом је ишао у своју канцеларију и лабораторију, а сваке недеље је играо бриџ са тзв. Рајс бриџ бригадом. Керл је преминуо у Хјустону 3. јула 2022. године, у 88. години.

## Награде и почасти
- Клејтонова награда, Институт машинских инжењера, 1957.[26][27]
- Награда Александар фон Хумболт за вишег америчког научника, Универзитет у Бону, Немачка, 1984.[26][27]
- Члан Националне академије наука, 1997.[28]
- Награда Златна плоча Америчке академије достигнућа, 1997.[29]
- Члан Америчке академије уметности и наука, 1998.[30][31]
- Међународна награда за нове материјале, Америчко физичко друштво, 1992.[26]
- Нобелова награда за хемију, Краљевска шведска академија наука, 1996.[12]
- Награда Johannes Marcus Marci за спектроскопију, 1998.[30]
- Медаља стогодишњице, Краљевско хемијско друштво, 1999.[26]
- Почасни члан, Краљевско друштво Новог Зеланда, 2001.[26][30]
- Истраживачка награда Универзитета у Бохуму, 2004.[26]
- Национална историјска хемијска знаменитост, Америчко хемијско друштво, 2010.[18]
- Награда за хемијски пробој, Одељење за историју хемије, Америчко хемијско друштво, 2015.[16][17]
- Члан Оптичког друштва Америке[26][30]

## Изабране публикације
Чланци:
- Curl, Robert (1997). „Dawn of the fullerenes: experiment and conjecture”. Reviews of Modern Physics. 69 (3): 691—702. Bibcode:1997RvMP...69..691C. doi:10.1103/RevModPhys.69.691.

Извештаји:
- Curl, R. F. and G. P. Glass. "Infrared Absorption Spectroscopy and Chemical Kinetics of Free Radicals. Final Performance Report, August 1, 1985 – July 31, 1994," National Accelerator Laboratory, Rice University, United States Department of Energy, (јун 1995).
- Curl, R. F. and G. P. Glass. "Infrared Absorption Spectroscopy and Chemical Kinetics of Free Radicals, Final Technical Report," Rice University, United States Department of Energy, (новембар 2004).